# Rhoemetalces II
Rhoemetalces II, död 38 e. Kr., var regerande kung i Thrakien mellan 19 e. Kr. och 38 e. Kr.